# Língua miyako
Miyakoan (宮古口/ミャークフツ Myākufutsu/Myākufutsї ːkufutss̩ ou 島口/スマフツ}} Sumafutsu/Sїmafutsї é um grupo de dialetos diversificados falados nas Ilhas Miyako, localizadas a sudoeste de Okinawa. A população combinada das ilhas era cerca de 52 mil em 2011. Miyakoan é uma das Línguas ryukyuanas do sul, mais intimamente relacionada com a Língua yaeyama. O número de falantes nativos competentes não é conhecido; como consequência da política de língua japonesa, que se refere ao idioma como o {nihongo - dialeto Miyako  宮 古 方言 - Miyako hōgen), refletido no sistema educacional, pessoas com menos de 60 anos precisam de algo como "em 2011" ou melhor mesmo, "nascido depois de 1950"  tendem a não usar a língua exceto em canções e rituais, e a geração mais jovem usa principalmente o japonês como sua primeira língua. Miyakoan é notável entre as línguas japonesas por permitir consoantes finais de sílaba não nasais, algo não encontrado na maioria das línguas japonesas. da população japonesa.

## Variantes
A variante mais divergente é a da [[A variante mais divergente é a da Ilha de Tarama, a ilha mais distante. As outras variantes agrupam-se como  Ikema -  Irabu e Miyako Central. Dado o baixo grau de inteligibilidade mútua, a língua Tarama é às vezes considerada uma linguagem distinta por si só.

## Escrita
A língua usa a escrita japonesa Katakana.

## Fonologia
A descrição aqui é baseada principalmente na variante Ōgami, a variante Miyakoan Central da menor das ilhas Miyako, de Pellard (2009). <]], a ilha mais distante. As outras variantes agrupam-se como  Ikema -  Irabu e Miyako Central. Dado o baixo grau de inteligibilidade mútua, a linguagem Tarama é às vezes considerada uma linguagem distinta por si só.
Um lexema ilustrativo é o nome da planta  Alocasia  (evidentemente um empréstimo austronésio:  Tagalo  / biːɡaʔ /). Isso varia como Central Miyako (Hirara, Ōgami)  / biʋkasːa /, Ikema  / bɯbɯːɡamː /, Irabu (Nagahama)  / bɭ̆bɭːɡasːa /, Tarama  / bivːuɭ̆ɡasːa /.
As variantes do Miyakoan central não têm um sistema de tons fonéticos; portanto, eles são do tipo  ikkei . Tarama distingue a tonicidade na palavra fonológica (radical mais clíticos), por ex.  / juda꞊mai neen /,  / jadu꞊maiꜜ neen /,  / maduꜜ꞊mai neen /,

### Vogais
São 5 as vogais do Ögami.
|          | Anterior | Central | Posterior |
| -------- | -------- | ------- | --------- |
| Fechada  | i~ɪ      | ɨ~ɯ     | u~ʊ       |
| Medial   | ɛ        |         |           |
| Aberta\| |          | ɑ       |           |

Em Irabu, existem cinco vogais principais e duas raras vogais médias que ocorrem em empréstimos estrangeiros. Há alguns clíticos. 
|         | Anterior | Central | Posterior |
| ------- | -------- | ------- | --------- |
| Fechada | i        | ɨ       | u         |
| Medial  | (e)      |         | (o)       |
| Aberta  |          | a       |           |

 / ɯ / é verdadeiramente não arredondado, ao contrário do  u  japonês comprimido. É centralizado após  / s /.  / u / é arredondado normalmente, mas varia como  [ʊ].  / ɛ / varia de  [e] a  [æ].
Numerosas sequências de vogais ocorrem, e vogais longas são tratadas como sequências de vogais idênticas, mantendo o inventário em cinco.
- I e * u históricos centralizados e mesclados em  / ɨ /, pois * e e * o aumentaram para / i / e / u /. A lâmina da língua em  / ɨ / está próxima à crista alveolar, e esta característica foi descrita incorretamente como "apical" (na verdade, é laminal).[4] Em certos ambientes  / ɨ / sobe além do espaço vocálico para silábico  / s̩ / após  / p / e  / k / (especialmente antes outra consoante sonora) e, em variantes que têm paragens sonoras, para  / z̩ / após  / b / e  / ɡ /: : * pito> pstu 'pessoa', * kimo> ksmu 'fígado', * tabi> tabz 'jornada' na variante Shimazato.

As vogais Ōgami diferentes de  / ɨ / não estão sujeitas a dessonorização ao lado de consoantes surdas da mesma forma que as vogais altas japonesas. As sequências de consoantes fonéticas foram analisadas por Pellard (2009) como sendo fonemicamente consonantal também.

### Consoantes
São nove os sons consoantes Ōgami sem um constraste  contrast. (A maioria das variantes de Miyakoan têm distinções vocais)
{{|class="wikitable"
|+Consoantes
! !!  Bilabial !!  Alveolar!!  Velar
|- align=center
!  Nasal
|m||n||
|- align=center
!  Plosive
|p||t||k
|- align=center
! Vibrante
| ||ɾ||
|- align=center
!  Fricativa
|ɸ||s||
|- align=center
!  Aproximante
|ʋ|| ||
|}
|                  |             | Labial | Alveolar | Velar/ Glotal |
| ---------------- | ----------- | ------ | -------- | ------------- |
| Oclusiva         | surda       | p      | t        | k             |
|                  | sonora      | b      | d        | g             |
| Fricativa [surda | f           | s, c   | (h)      |               |
|                  | sonora      |        | z        |               |
| Ressonante       | nasal       | m      | n        |               |
|                  | Aproximante | v      | ʒ        |               |
|                  | Vibrante    |        | r        |               |

As plosivas tendem a ser um tanto aspiradas inicialmente e sonorizadas medialmente. Pode haver uma dúzia de palavras com consoantes iniciais opcionalmente expressas, como  babe ~ pape  (uma espécie de peixe) e  gakspstu ~ kakspstu  'glutão', mas Pellard sugere que podem ser empréstimos ( babe  é encontrado em outras variantes, e  gaks-  é um empréstimo chinês; apenas uma única palavra  gama ~ kama  'gruta, caverna' não é um empréstimo aparente).
 / k / pode ser espirantizado antes de  / ɑ /:  kaina  'arm'  [kɑinɑ ~ xɑinɑ],  a꞊ka  'I (nominativo)'  [ɑkɑ ~ ɑxɑ ~ ɑɣɑ].
 / n / é  [ŋ] no final de uma palavra, e assimila às consoantes sucessivas ( [m ~ n ~ ŋ]) antes de outra consoante. Quando o  [ŋ] final geminou, ele se tornou  [nn]; compare  estanho   [tiŋ] 'prata' com  tinnu   [tinnu] 'prata (acusativo)'. Ele tende a dessonorizar após  / s / e  / f /.  / m /, por outro lado, não assimila e aparece finalmente inalterado, como em  mku  'certo',  mta  'terra' e  im  ' mar'.
 / f / é labiodental, não bilabial, e  / s / palataliza para  [ɕ] antes das vogais anteriores  / i ɛ / :  pssi   [pɕɕi] 'frio'. Alguns falantes inserem um epentético  [t] entre  / n / e  / s / no que de outra forma seria uma sequência deste, como em  ansi   [ɑnɕi ~ ɑntɕi] 'assim'.
 / ʋ / também é claramente labiodental e tende a se tornar uma fricativa  [v] quando enfatizado ou geminado, como em  / kuʋʋɑ / [kuvvɑ] ' panturrilha'. Pode ser silábico, assim como todas as sonorantes em Ōgami:  vv   [v̩ː] 'para vender'. O  / ʋ / final contrasta com as vogais posteriores altas:  / paʋ / 'cobra',  / pau / 'pau',  / paɯ /  'voar' são acusativos  [pɑvvu, pɑuju, pɑɯu] com o clítico  -u .
Várias sequências de consoantes ocorrem ( mna  'shell',  sta  'under',  fta  'lid'), e consoantes longas são bi  mora ic ( sta   [s̩.tɑ]  fta   [f̩.tɑ],  pstu   [ps̩.tu] ), então eles são analisados como sequências consonantais também. Estes podem ser tipologicamente incomuns:
 / mmtɑ / (sp. Fruta pequena)
 / nnɑmɑ / 'agora'
 / ʋʋɑ / 'você'
 / fɑɑ / 'bebê'
 / ffɑ / 'grama'
 / fffɑ / 'comb.  top' (de  ff  'comb')
 / suu / 'vegetal'
 / ssu / 'branco'
 / sssu / 'poeira.  acc' (de  ss  'poeira')
 / mmɑ / 'mãe'
 / mmmɑ / 'batata.  top' (de  mm  'batata')
 / pssma / 'dia'
As plosivas geminadas não ocorrem, além de um único morfema, a partícula cotativa  tta .
Existem algumas palavras sem nenhum som sonoro (comparar com sílabas da língua Nuxálk):
As plosivas geminadas não ocorrem, além de um único morfema, a partícula cotativa  tta .
Existem algumas palavras sem nenhum som sonoro (comparar dom língua Nuxálk):
 ss  'poeira, um ninho, para esfregar'
 kss  'peito / leite, anzol / para pescar, por vir'
 pss  'dia, vulva'
 ff  'um pente, para morder, para chover, para fechar'
 kff  'para fazer'
 fks  'para construir'
 ksks  'mês, ouvir, chegar', etc.
 sks  'para cortar'
 psks  'para puxar'
O contraste entre uma sílaba surda e uma vogal sonora entre consoantes surdas pode ser visto em  kff puskam   [k͡f̩ːpuskɑm] 'Eu quero fazer (isso)',  ff꞊nkɑi  { {IPA | [f̩ːŋɡɑi]}} 'to꞊the.comb', e  paks꞊nu꞊tu   [pɑksn̥udu] 'bee꞊  nom꞊foc' (com um nasal retirado após  s ). Há um contraste entre  ff꞊mɑi  'comb꞊  incl' e  ffu꞊mɑi  'shit꞊  incl'. Com trava-línguas, os falantes não inserem schwas ou outros sons vocalizados para ajudar na pronúncia:
 kff ff  'o pente que eu faço'
 kff ss  'o ninho que eu faço'
 kff kss  'o gancho que eu faço'
A palavra mínima é VV, VC ou CC (consistindo em um único geminato), como em  aa  'painço',  ui  'sobre',  é  'pedra',  ff  'pente'. Não há palavras V ou CV; no entanto, palavras CCV e CVV são encontradas, conforme mostrado acima.
A silabificação é difícil de analisar, especialmente em palavras como  usnkai (us-nkai)  'vaca -  dir' e  saiafn (saiaf-n)  'carpinteiro -  dat '.
Existem 15-16 consoantes em Irabu, que têm um contraste de voz.